# Dendrophorbium biserrifolium
Dendrophorbium biserrifolium là một loài thực vật có hoa trong họ Cúc. Loài này được (Kuntze) D.J.N. Hind mô tả khoa học đầu tiên năm 2008.